# Maggie Lindemann
Maggie Lindemann (ur. 21 lipca 1998 w Dallas) – amerykańska wokalistka popowa, punkowa i rockowa. Autorka utworu Pretty Girl, który kilkukrotnie uzyskał statusy złotej oraz platynowej płyty; był także notowany na listach przebojów z Australii, Austrii, Danii, Holandii, Irlandii, Niemiec, Norwegii, Szwajcarii, Szwecji i Wielkiej Brytanii.